# Австрійський варіант німецької мови
Австрійська німецька (нім. Österreichisches Deutsch), Австрійський варіант німецької (АВН), Варіант австрійської німецької (Österreichisches Standarddeutsch), або Австрійська верхньонімецька мова — національний варіант німецької мови в Австрії, відображає мовні особливості мовлення австрійців. Нормований Австрійським словником, виданим у 1951 році за ініціативою Міністерства освіти, мистецтва і культури. Австрійський варіант відрізняють австріцизми, які сформувалися під впливом літературної німецької мови і баварського діалекту. Однак не слід плутати і змішувати австрійський національний варіант з австро-баварськими діалектами. Роль останніх велика тільки в розмовній мові.

## Історія

Народи та мови Австро-Угорщини (1910)

Перші дослідження відмінностей між мовами Священної Римської імперії та Австрії належать Йогану Зигмунду Поповичу, лінгвісту словенського походження. Ще в XVIII столітті він виявив відмінності письмової і усної мови сучасної йому Австрії. Після його смерті в 1774 році його роботи перейшли в архіви, якими користувалися при складанні Австрійського словника.
Вважається, що певний внесок у розвиток мови вніс юрист Йозеф Зонненфельс, який використовував австрицизми у своїх працях, тим самим дозволивши їм зміцнитися у сфері державного управління та права. Слова і численні особливості у вимові мають причиною вплив місцевих діалектів, на яких ґрунтується варіант, а також мови, поширеної при Габсбургах (безліч юридичних та адміністративних понять походять від державної мови імперії Габсбургів).
Розвиток мови тривав і після 1804 року, коли була створена Австрійська імперія, і після 1867 року з встановленням двоєдиної монархії Австро-Угорщини. Починаючи з цієї дати в австрійський варіант проникають численні запозичення з сусідніх мов: італійської, хорватської, чеської, сербської, словенської, угорської та інших. Спроби нормування правопису на основі верхньонімецької мови, вжиті під час першої (1876) і другої (1901) орфографічних конференцій зазнали невдачі. Замість цього в 1879 році звичні письмові та усні у Австрії обороти кодифікуються в єдиний список.
У 1920 році з прийняттям Конституції Австрії німецька мова стала офіційною державною мовою поряд з мовами меншин, проте в Конституції не вказується, що німецька мова Австрії представлена самостійним варіантом:
|  | Artikel 8 B-VG (1) Die deutsche Sprache ist, unbeschadet der den sprachlichen Minderheiten bundesgesetzlich eingeräumten Rechte, die Staatssprache der Republik. (2) Die Republik (Bund, Länder und Gemeinden) bekennt sich zu ihrer gewachsenen sprachlichen und kulturellen Vielfalt, die in den autochthonen Volksgruppen zum Ausdruck kommt. Sprache und Kultur, Bestand und Erhaltung dieser Volksgruppen sind zu achten, zu sichern und zu fördern. |

## Статус
Статус австрійського національного варіанту німецької мови часто оспорюється германістами, проте здебільшого австрійські вчені наполягають на визнанні австрійського варіанту наддіалектною мовною формою. Сьогодні поняття Österreichisches Deutsch вважається звичним і в більшій мірі визнаним. Німецький мовознавець Ян-Хендрік Леркамп вже в 2003 році писав, що «сумнівів у визнанні варіанту немає, як немає сумніву і в його існуванні».

## Структурні особливості варіанта
Австрійську німецьку мову відрізняє частково лексика, граматичні особливості, стиль, а також вимова. На відміну від німецької мови Німеччини, австрійський варіант не був нормований правилами Дудена. Цікаво, що Австрія також брала участь у реформуванні правопису в 1996 році, а нововведення були враховані в 41-му виданні Австрійського словника.

### Лексико-семантичні особливості
Примітним є те, що в Австрії зовсім інакше, ніж у Німеччині, будуються форми привітання. Якщо в Німеччині часто звернення опускається, що робить мову формалізованою, то в Австрії легко використовують звернення, що сприймаються як звичайні і не є образливими чи безглуздими. Наприклад: в Австрії можна почути „Guten Morgen, gnädige Frau“, „Guten Abend, Herr Ingenieur“, „Grüß Gott, Herr Doktor“, у Німеччині ж привітання обмежується власне привітанням і коротким зверненням із згадкою прізвища — „Guten Morgen“, „Guten Abend, Herr Müller“.
Як було сказано вище, багато слів австрійського варіанту (австрицизми) походять від канцелярскої мови Габсбурзької монархії, що визначило сфери, в яких відмінності особливо сильні. Так, у сфері управління, політики і права в Австрії використовують безліч власних слів. Наприклад, замість поняття Bundestag австрійці використовують поняття Nationalrat, замість Bundesverwaltungsgericht — Verwaltungsgerichtshof, замість Schmerzensgeld — частіше Schadensersatz. Характерною особливістю юридичних понять в австрійському варіанті є те, що вони здебільшого походять з латинської: у Німеччині термінологія римського права замінювалася власними еквівалентами, в Австрії ж цього не відбувалося. Звідси такі поняття як Legat (Vermächtnis), Servitut (Dienstbarkeit), Causa (Fall, Rechtsgrund). Подібні відмінності часто зустрічаються також у технічних, педагогічних або військових термінах.
Серед інших особливостей лексичного ладу австрійського варіанту використання власних назв місяців: Jänner використовується повсюдно замість Januar (від латинського iēnuārius), Feber частково замість Februar (februārius) або Hornung. Також в австрійському варіанті багато кулінарних назв: Kochsalat (Römersalat), Paradeiser (Tomate; в Австрії у вжитку обидва поняття), Semmel (Brötchen), Erdapfel (Kartoffel), Obers (Sahne) і так далі.

### Граматичні особливості

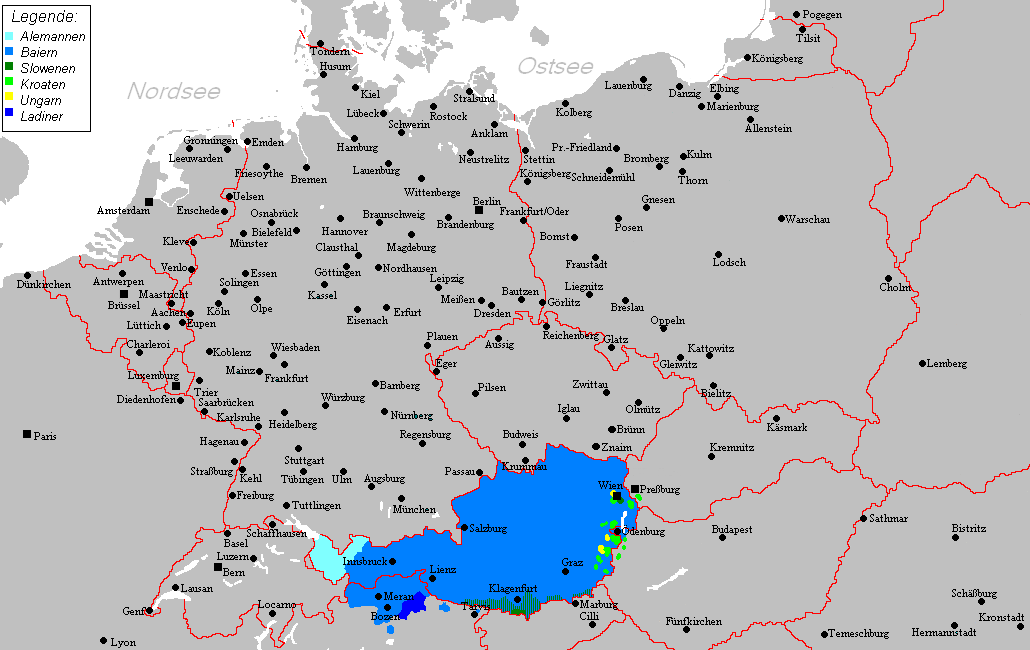
Область поширення баварських (і частково алеманських) діалектів в Австрії / мовна межа Австрії

Цікава особливість спостерігається в австрійському варіанті при відмінюванні дієслова по особах і числах в презенсі і перфекті. Приймаючи форму другої особи множини, дієслово переймає закінчення -ts замість літературного -t: Habts (ihr) das gemacht?. Це дозволяє легко відрізнити дієслово від форми третьої особи однини, коли немає особистого займенника, яке б вказувало на особу і число в кожному конкретному випадку. Однак поява такого особистого закінчення має набагато давнішу природу і не пов'язано із зручністю: насправді це рудимент особистого займенника és, яке злилося з закінченням (у баварських діалектах ще має ходіння як самостійне слово).
Особливості утворення часових форм розкриваються через відношення основного дієслова і його зв'язки. Слідуючи граматиці, існують дієслова, які утворюють перфект за допомогою допоміжного дієслова haben або sein. Останні вживаються в залежності від характеристик дієслова: перехідності, «активності» і т. д. В австрійському варіанті спостерігається свого роду нехтування цими правилами в залежності від змісту слова. Наприклад: sitzen – bin gesessen, але einsitzen (im Gefängnis) – habe gesessen, stehen – bin gestanden, але gestehen – habe gestanden). Особливість претерита австрійського варіанту в тому, що його практично не використовують. В усному мовленні претерит замінюється перфектом, хоча іноді має місце при письмі. Причини відмирання претерита, за однією з версій, у тому, що він злився з презенсом в ранньонововерхнімнімецькому періоді, або став схожий на кон'юнктиву. Сам же кон'юнктив у варіанті став передавати значення деякої недовіри.
Часто серед важливих особливостей австрійського варіанту виділяють незбіг граматичного роду іменників: die Ausschank – der Ausschank, das Brösel – der Brösel, das Cola – die Cola, das E-Mail – die E-Mail, der Spray – das Spray, der Butter – die Butter, der Zwiebel – die Zwiebel, das Teller – der Teller, der Radio – das Radio.

### Ідіоматика
| Österreich | Deutschland |
| --- | --- |
| etwas um 5 Euro kaufen | etwas für 5 Euro kaufen |
| „am“ як скорочення для auf dem; am Berg, am Opernball, am Tisch (наприклад, у виразі „das Essen steht am Tisch“) (розм.); | auf dem (auf'm) Berg, auf dem Tisch                                                                                                |
| auf Urlaub fahren | in den Urlaub fahren |
| in die Schule gehen | zur Schule gehen |
| „sich ausgehen“ (наприклад, diese Sache geht sich nicht aus)                                                              | etwas schaffen, etwas gerade noch erreichen, gehen/passen (наприклад, diese Sache geht/passt schon), aufgehen (das geht nicht auf) |
| zu Weihnachten/Ostern | an (на півдні) / zu (на півночі) Weihnachten, Ostern                                                                               |
| hinauf/rauf gehen | hoch gehen |

### Фонетика і фонологія
Фонетика і фонологія німецької мови в Австрії має безліч національних особливостей. Основна відмінність у вимові — це відмінність виголошення проривних приголосних p-, t-, k-. Вони практично не відрізняються від парних b-, d-, g-. Закінчення -ig в словах König, fertig читається не як /-ɪç/ в німецькій мові, а, швидше, як /-ɪk/.